# António Sebastião Valente

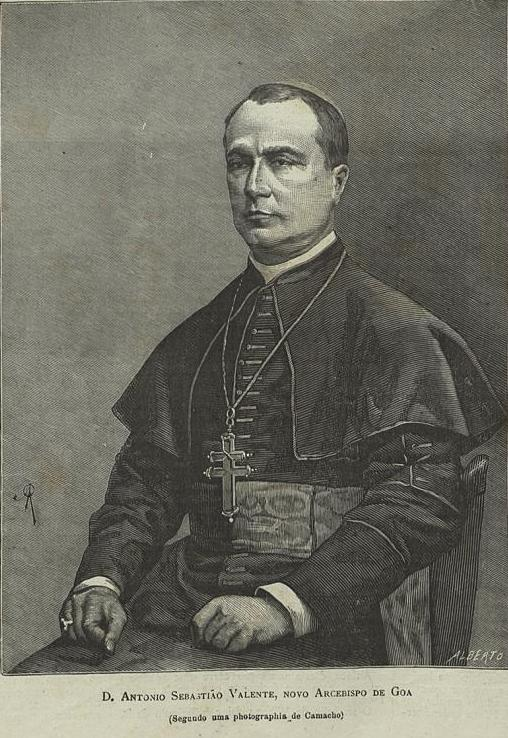
António Sebastião Valente (vor 1886)

António Sebastião Valente (* 20. Januar 1846 in Porto de Santa María, Madeira, Portugal; † 25. Januar 1908) war Erzbischof von Goa und Patriarch von Ostindien.

## Leben
Antonio Sebastião Valente empfing dort am 25. Mai 1872 die Priesterweihe.
1881 wurde er von Papst Leo XIII. zum Erzbischof des Erzbistums Goa e Damão in Panaji ernannt. 1886 wurde er zum ersten Patriarchen von Ostindien erhoben, zugleich wurde er zum Bischof von Daman ernannt.
Er war zudem 1886, 1889, 1892, 1894, 1897 und 1905 Mitglied des Conselho de Governo do Estado da Índia („Regierungsrat des Gebietes von Indien“), der portugiesischen Kolonie in Indien.